# Terra de Israel
Terra de Israel (do hebraico ארץ ישראל Eretz Yisrael) é a região que, segundo o Tanakh, a Bíblia judaica, foi prometida por Deus aos descendentes de Abraão através do seu filho Isaac  e aos hebreus, descendentes de Jacó, neto de Abraão. Constitui, pois, a Terra Prometida, parte do pacto feito com Abraão, Isaque (Isaac) e Israel, e, segundo a tradição hebraica, a promessa é válida para todos os judeus, inclusive os descendentes dos convertidos.

## A terra  prometida
De acordo com a tradição religiosa, a Terra de Israel era habitada por diversos povos semitas, referidos  como cananitas ou cananeus. Os hebreus, que possivelmente constituíam um desses muitos povos, desenvolveram uma crença monoteísta e o conceito de nação escolhida por Deus, o que fica explícito  no livro de Bereshit (Gênesis), quando Deus promete eliminar os povos da região de Canaã, como punição pelos pecados acumulados, e transferir as terras dos cananeus a Abraão e sua descendência, como recompensa à sua fidelidade (Gênesis 15:18-21 ).
Com o êxodo do povo de Israel para o Egito e o início das guerras de conquista de Canaã, o território foi sendo ocupado pelos hebreus, ainda que muitas nações não tivessem sido exterminadas, tal como teria sido prometido.
Provavelmente,  no período tribal, os hebreus envolveram-se continuamente  em guerras de conquista, e seu território só alcançaria o "tamanho final" na época da monarquia de Davi e Salomão.

## Eretz IsraeleMedinat Israel

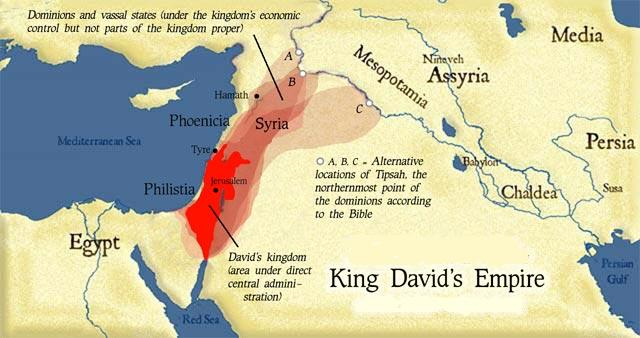
Mapa do reino de Davi e estados vassalos

O conceito de Terra de Israel (Eretz Yisrael) não se confunde com o  Estado de Israel (Medinat Israel), um Estado moderno cujo território está contido nos limites da região bíblica e histórica. No entanto, historicamente o conceito de Eretz Yisrael é muitas vezes politizado.
Segundo a análise de Del Sarto, a narrativa sionista religiosa estabeleceu uma continuidade entre o passado bíblico e o presente, o que certamente contribuiu para o processo de legitimação de um estado judeu na Palestina. Mas, nas primeiras décadas de vida do Estado, predominou o conceito de Medinat Israel, mais sintonizado com a visão do sionismo trabalhista, então dominante. A partir da Guerra dos Seis Dias (1967), o conceito de Eretz Israel novamente será usado como componente ideológico na justificativa da conquista de territórios situados além das fronteiras do Estado de Israel, que passam a ser reivindicados como "terra bíblica". A criação de colônias judias nos territórios ocupados  intensificou-se após as eleições de 1977, quando chega ao fim a hegemonia do Partido Trabalhista em Israel, e a direita assume o poder pela primeira vez.
Por ocasião da Primeira Intifada (1987), o  poder que Israel de facto exercia sobre a população palestina desde 1967 evidenciou a contradição entre o paradigma de estado democrático e o modelo de estado judeu. A permanência da ocupação dos territórios conquistados por um estado democrático implicaria garantia de igualdade de direitos à população do território ocupado. Porém, a taxa de natalidade da população palestina era muito superior à da população judia, e, portanto, a longo prazo, a população judia deixaria de ser majoritária. Como a Cisjordânia e Gaza nunca foram anexadas ao Estado de Israel, sendo mantidas como colônias - embora a colonização seja contrária aos princípios de uma democracia -, o problema de igualdade de direitos não se coloca.
Inicialmente, logo após a fundação do Estado Israel, o uso político do conceito de Eretz Yisrael conservou a ligação histórica com as possíveis intenções sionistas. Por duas vezes, em documentos oficiais, David Ben Gurion anunciou que o estado fora criado "em uma parte do nosso pequeno país" e "somente em uma porção da Terra de Israel" em seguida, Ben Gurion afirmou que "a criação do novo Estado de modo algum significa renunciar ao objetivo de chegar à extensão à histórica da Eretz Israel. Desde a criação do estado, o Herut ("Liberdade"), o principal partido de direita de Israel, foi o que deu maior apoio à ligação entre política territorial e promessas bíblicas, secundado pelo Gush Emunim ("Bloco dos Fiéis"), após a ocupação de territórios durante a Guerra dos Seis Dias (1967). Ambos sustentam que a Cisjordânia deveria ser anexada a Israel por motivos ideológicos e religiosos. Essa posição contrasta com a fórmula "terra por paz" (cessão de territórios em troca de paz na região), contida na Resolução 242 do Conselho de Segurança das Nações Unidas, que todavia não tem produzido os resultados esperados. Já o partido Likud sustenta na sua plataforma a manutenção das colônias judias na Judeia, Samaria e em Gaza, considerando esse território como parte da Terra de Israel histórica.